# Erasmo de Róterdam
Erasmo de Róterdam (en neerlandés: Desiderius Erasmus van Rotterdam; en latín: Desiderius Erasmus Roterodamus; Róterdam o Gouda, 28 de octubre de 1466-Basilea, 12 de julio de 1536), también conocido en español como Erasmo de Rotterdam, fue un filósofo humanista, filólogo y teólogo católico neerlandés. Gracias a su vasto número de obras, que incluyen traducciones, libros, ensayos, oraciones y cartas, es considerado como uno de los más grandes eruditos del Renacimiento nórdico,y una de las principales figuras de la cultura neerlandesa y occidental.
Erasmo fue una figura importante en la erudición clásica, escribiendo en latín en un estilo espontáneo, copioso y natural. Como sacerdote católico, desarrollando técnicas humanistas para trabajar sobre textos, Erasmo escribió nuevas ediciones latinas y griegas del Nuevo Testamento y de los Padres de la Iglesia, con anotaciones y comentarios que plantearon cuestiones que serían influyentes inmediata y centralmente en la Reforma protestante y la Contrarreforma. 
Vivió en el contexto de las crecientes reformas religiosas europeas. Desarrolló una teología humanista bíblica en la que abogaba por la necesidad religiosa y civil de concordia pacífica y de tolerancia personal en asuntos de indiferencia. Si bien criticó los abusos dentro de la Iglesia Católica y pidió una reforma, se mantuvo alejado de Lutero, Enrique VIII y Juan Calvino y continuó reconociendo la autoridad del Papa. Promovió la doctrina tradicional del sinergismo (la creencia de que la salvación involucra alguna forma de cooperación entre la gracia divina y la libertad humana), rechazada por reformistas como Martín Lutero o Juan Calvino a favor de la doctrina del monergismo. Su influyente aproximación de via media decepcionó, e incluso enojó, a partidarios de ambas corrientes.
Su obra, mucho más amplia y compleja, incluye ensayos y tratados sobre un número muy amplio de temas. Sigue siendo conocido principalmente hoy por su obra Elogio a la locura (1511) y en menor medida, por sus Adagios (1500), una antología de más de cuatro mil citas griegas y latinas glosadas, Coloquios (1522), una colección de ensayos didácticos de temática variada, y De libero arbitrio diatribe sive collatio (1524), una respuesta a las enseñanzas sobre el libre albedrío de Lutero.

## Nombre
Desiderius Erasmus fue llamado desde su nacimiento Erasmus. Debe su nombre a que su padre Gerard era devoto de San Erasmo, muy popular en el siglo XV. Como religioso desde temprana edad, salió de su ciudad natal, Róterdam, convirtiéndose la denominación de su pueblo natal en parte de su propio nombre. Él mismo definió su nombre en latín como Desiderius Erasmus Roteradamus en 1506, con las variaciones de la escritura típica de aquellos años. Se puede encontrar su nombre con una vasta variación en su escritura: Desiderius podemos encontrarlo como Desyderius o en español como Desiderio; Erasmus podemos encontrarlo con las variaciones de Herasmus, Erasmi, o en latín y español como Erasmo; y para el caso de Roteradamus podemos encontrar variantes como Rotteradamus, Roterdamus, Rotterdammus, Rotterdammensis, o en latín Roterdami o Roterdamo, o en español Róterdam o Rotterdam o la utilización del nombre de la ciudad precedida de la partícula "von" o "van" o "of" o "de", según el idioma en que se le refiere; más las combinaciones posibles entre estas variaciones.
En el siglo XVII surgió la leyenda de que se le habría conocido en su juventud como Geert Geertsen (que significa "Gerardo, hijo de Gerardo", por así llamarse su padre), con las variantes de Gerhard Garhards o Gerrit Gerritsz.

## Biografía

### Origen y formación
Aunque no queda constancia oficial de su año de nacimiento, sí se sabe que nació en la madrugada del 28 de octubre. En su estatua en Róterdam, figura el año de nacimiento 1467, pero tras las investigaciones realizadas por Harry Vredeveld en 1993, hoy en día se considera a 1466 como el año más aceptable. Fue hijo bastardo de Gerard, un sacerdote de Gouda, y su sirvienta Margaretha Rogerius (Rutgers), algo que narró Charles Reade en su famosa novela histórica El claustro y el hogar (1861).
A los nueve años fue enviado a la escuela de Deventer de los Hermanos de la Vida Común, donde tuvo sus primeros contactos con el movimiento espiritual de la devotio moderna y aprendió latín y algo de griego con los revolucionarios métodos educativos de su director y maestro, el humanista Alexander Hegius von Heek.
Con dieciocho años de edad entró en el monasterio de Emmaus de Steyn (cerca de Gouda) de los Canónigos Regulares de San Agustín, monasterio que participaba igualmente de la espiritualidad de la devotio moderna. En 1488 hizo la profesión religiosa y cuatro años después fue ordenado sacerdote. Poco después de su ordenación, obtuvo de sus superiores el permiso para trabajar como secretario del obispo de Cambrai, Enrique de Bergen, quien le dio una beca, hacia 1495, para estudiar teología en la Universidad de París, institución que en ese momento se encontraba viviendo con gran fuerza el Renacimiento de la cultura de Grecia y Roma. Allí hizo amistad con el célebre asceta Juan Momber y con uno de los primeros humanistas de París, Roberto Gaguin. Posiblemente en esta etapa se encuentren los comienzos del pensamiento humanista de Erasmo, que convirtieron al joven en un pensador libre y profesor de ideas independientes.
Erasmo nunca retornó a la vida monástica aunque la Iglesia regularizó su situación en 1517 cuando ya era un autor famoso y una personalidad pública.

### Viaje a Inglaterra: docencia y los "Adagios"

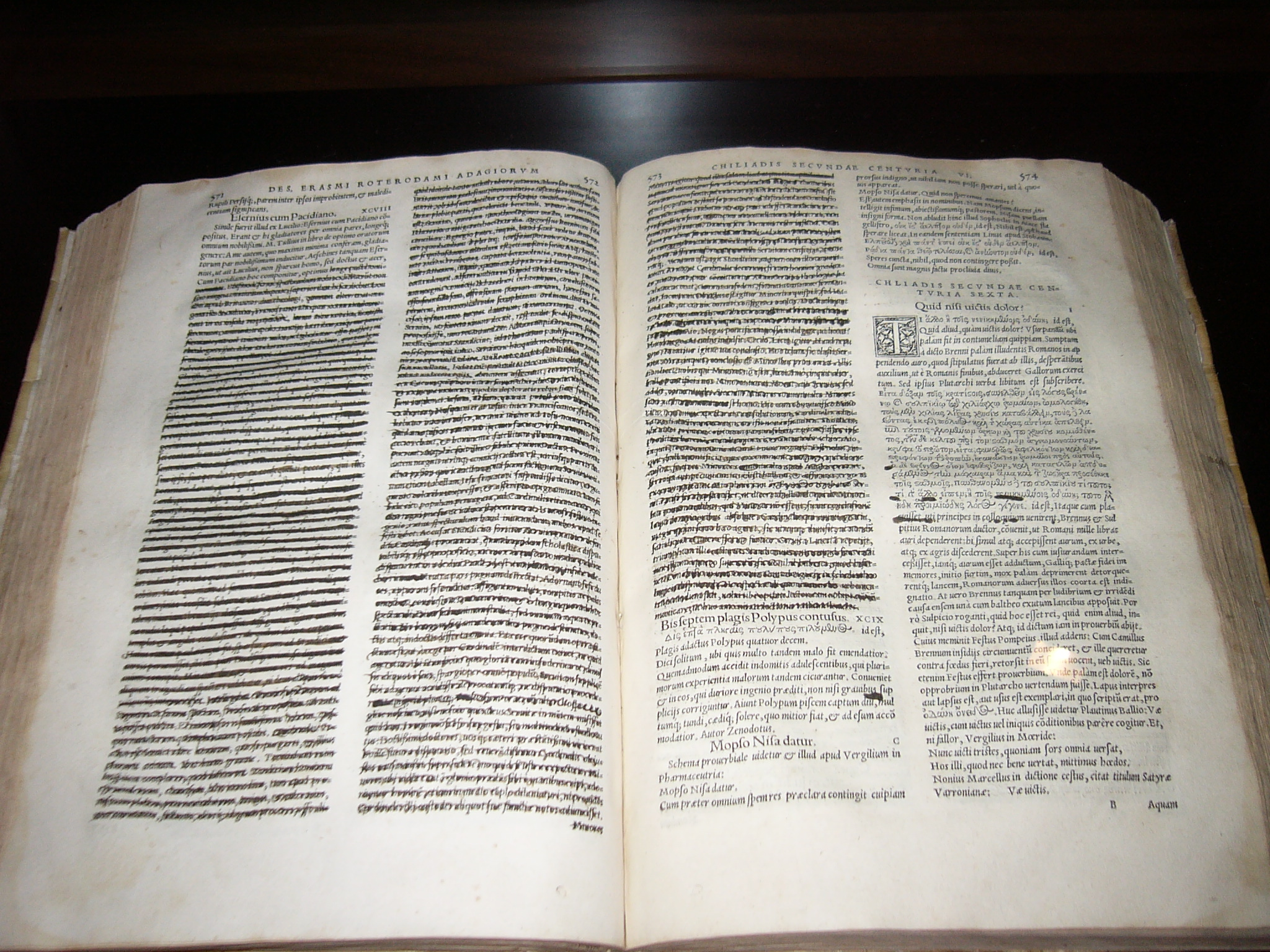
Texto de Erasmo de Róterdam tachado por la Inquisición.

Entre 1499 y 1500 viajó a Londres, donde tuvo la oportunidad de escuchar a John Colet dando una gran exposición sobre la vida de san Pablo en la Universidad de Oxford. Una vez terminada, Erasmo se acercó a John Colet y mantuvo con él una larga conversación sobre el modo de efectuar una lectura verdaderamente humanista de la Biblia que marcó profundamente su pensamiento. Tanta era su admiración hacia Colet, que «Erasmo que no reconocía otro maestro que a sí mismo, dio solo a él el título de praeceptor unicus».
En ese mismo año de 1500, y con la colaboración de Publio Fausto Andrelini, Erasmo escribió sus Adagios, que son más de 690 refranes y moralejas de las tradiciones de las antiguas Grecia y Roma, junto con comentarios sobre su origen y su significado. Algunos de esos refranes se siguen utilizando en el día de hoy. Trabajó en los Adagios durante el resto de su vida, hasta tal punto que la colección había crecido y ya contenía 3400 en 1521, siendo 4500 en el momento de su muerte. El libro se vendió con éxito y llegó a contar con más de 60 ediciones.
Empezó a dictar una cátedra como profesor titular de teología en la Universidad de Cambridge en Inglaterra, durante el reinado de Enrique VIII, donde hizo amistades que le duraron toda la vida: el ya citado John Colet, Tomás Moro, Thomas Linacre y John Fisher, «hombres de un gran humanismo cristiano y una teología fundada en la Biblia y en los padres de la Iglesia». Se le ofreció un trabajo vitalicio en el Queen's College de la Universidad de Cambridge y es posible que, de desearlo, habría podido pasar el resto de su vida enseñando ciencias sagradas a lo mejor de la realeza y la nobleza inglesas. Sin embargo, su naturaleza inquieta y viajera y su espíritu curioso, junto con un incontrolable rechazo a todo lo que significara rutina, lo hicieron declinar ese cargo y todos los que se le ofrecieron posteriormente.

### Viaje a Italia
Entre 1506 y 1509 vivió en Italia, la mayor parte del tiempo trabajando en una imprenta. En 1506 recibió el título de doctor en teología. Varias veces más se le ofrecieron trabajos serios y bien pagados, especialmente como profesor, a lo cual él respondía que prefería no aceptarlos, porque lo que ganaba en la imprenta, si bien no era mucho, le resultaba suficiente.
A partir de estas conexiones con universidades y con escritores que iban a la imprenta, Erasmo comenzó a rodearse de quienes pensaban igual que él y rechazaban los abusos del clero y de los monjes ignorantes. Su fama se extendió progresivamente por toda Italia, y sus ideas sobre la elevación intelectual y religiosa empezaron a conocerse y discutirse; sin embargo, no todos simpatizaban con Erasmo, pues había quienes rechazaban sus ideas, y estos opositores empezaron a criticarlo tanto en público como en privado. Aunque gozaba de la admiración de los cardenales Giovanni de Medici, posterior papa León X, y Domenico Grimani, estos «no pudieron convencerle de que fijara su residencia en Roma y rehusó las ofertas de promociones eclesiásticas», regresando a Inglaterra.

### La lucha contra la disciplina y las instituciones
No sabemos cuál de las tres instituciones educativas en las que estuvo internado Erasmo fue la causante del profundo rechazo que sintió toda su vida hacia el autoritarismo que impedía pensar libremente.[cita requerida] Pudo ser la escuela primaria (de los 8 a los 13 años), el convento agustino (de los 16 a los 22) o la Universidad de París (a mediados de la década de 1490), cuando tenía más de 24 años.
Como resultado de su estancia en alguna de ellas, o en las tres, Erasmo desarrolló un sentimiento de rechazo frente a la institución y llegó a la conclusión de que tanto los colegios como las Universidades y, en general, muchas veces la misma Iglesia, impedían pensar libremente. Desde entonces se opuso a cualquier tipo de autoridad[cita requerida] y buscó mayor libertad leyendo a los escritores clásicos griegos y latinos. Quizá fueran los métodos de disciplina que en las tres escuelas se aplicaban a los alumnos,[cita requerida] lo que lo llevó a distanciarse de las autoridades. Lo que nadie podía prever era que la voluntad de Erasmo se resistiría a ser "quebrada" hasta el mismísimo día de su muerte. Por otra parte, se enfurecía al ver la disciplina que se aplicaba con los alumnos.[cita requerida]
En la universidad se dio cuenta de que en vez de enseñarse las nuevas ideas, se seguía practicando con mucha importancia la discusión escolástica, reclamando el retorno a las fuentes genuinas, a través de la aplicación rigurosa del método histórico crítico.

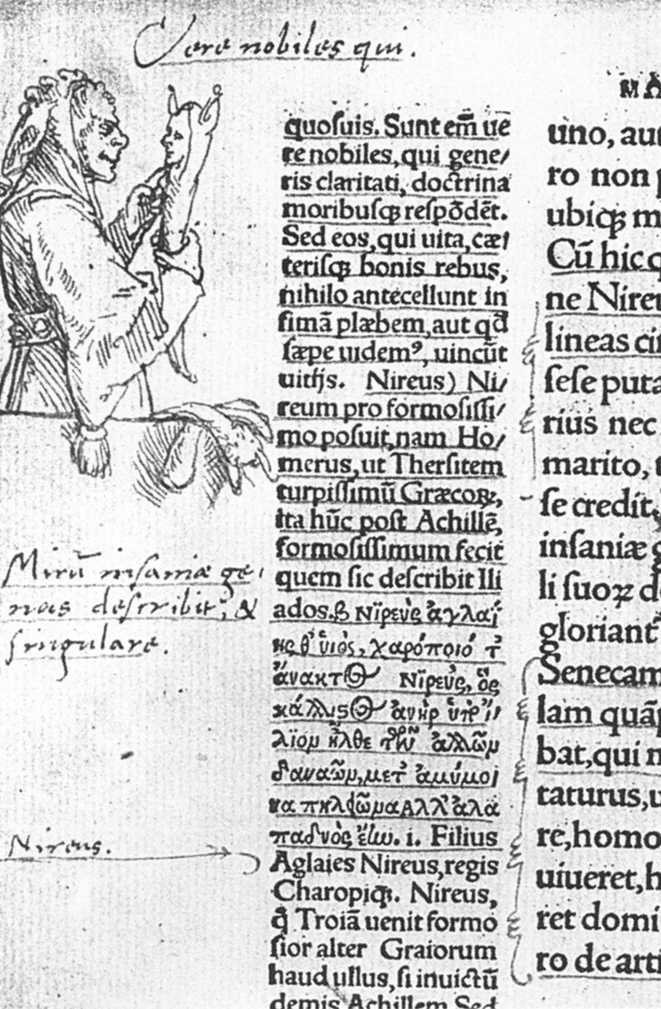
Dibujo a la pluma de Hans Holbein el Joven en el margen del ejemplar de Oswald Myconius de la edición de 1515 del Elogio de la locura de Erasmo.

Erasmo decidió pronto que podía hacer algo para revertir la situación: con las ideas de sus amigos de los monasterios agustinos y algunas otras ideas de John Colet, comenzó a analizar detenidamente los libros más importantes de las antiguas civilizaciones griega y romana, tratando de modernizar sus contenidos e intentando aplicarlos a la vida de la sociedad en la que él vivía, intentando extraer lo más significativo de los mismos, para que cualquier persona pudiera entenderlas y penetrar en su significado.
Nunca dejó de luchar contra la cárcel espiritual que él observaba en todas partes, en todas las instituciones educativas, intelectuales, políticas y sociales de su época. Esto le acarrearía numerosos problemas a lo largo de su carrera.

### Fama y productividad literaria
Al regresar a Inglaterra hacia 1509, Erasmo escribió una de sus obras más famosas, Elogio de la locura que en poco tiempo alcanzó siete ediciones. La idea era distribuirla solo en círculos privados, «por sus críticas a los abusos y locuras de las varias clases de la sociedad, especialmente la Iglesia». Su fama alcanzaría a ser conocida en toda Europa, de todas partes le llegaría correspondencia con la intención de verse aconsejados por él.
Fue allí donde quizás alcanzó su mayor productividad literaria. Lo hizo a una edad ya madura y tardía para lo normal en aquella época, porque consideraba que quien no sabe escribir bien, siempre se equivoca al expresarse o transmitir un mensaje.[cita requerida] Por eso, se preocupó primero de convertirse en un verdadero maestro en el uso de la prosa en lengua latina. Fue el idioma más claro que encontró, el más apropiado para transmitir ideas complejas, y el más útil para transmitir sus ideas a toda Europa.

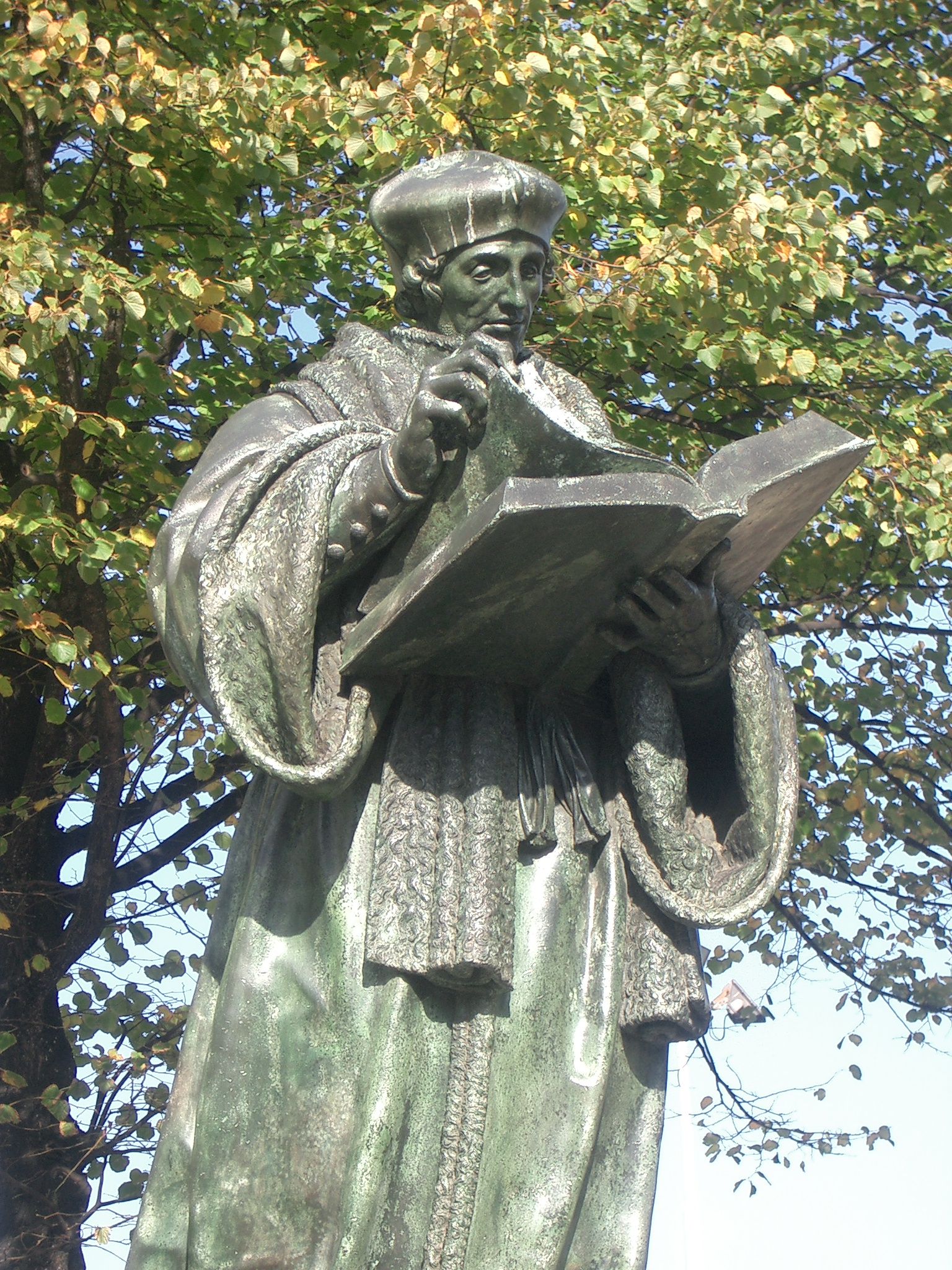
Monumento a Erasmo en Róterdam.

Hallándose en la ciudad imperial de Basilea, donde se vio obligado a retirarse a causa de la insostenible situación de Lovaina en el Brabante Flamenco, su anterior domicilio como empleado del emperador Carlos V, Erasmo sintió la calidez del lugar, que lo recibió con hospitalidad y cordiales atenciones, y una vez más se rodeó de amigos y seguidores que habían comenzado a creer en él y en sus ideas. Allí se dedicó a la edición crítica del Nuevo Testamento, hacia 1516. Halló en Juan Froben un impresor y editor competente para su obra, que llamará Novum Instrumentum.
Si se considera que la convicción de Erasmo era educar, para que el estudiante pudiese dudar de la administración y los asuntos públicos de la Iglesia y del gobierno, sus aparentes contradicciones desaparecen y empieza a visualizarse con claridad la enorme coherencia de su obra, mantenida con firmeza a través de los años y las décadas.[cita requerida]

### Erasmo y Martín Lutero
Erasmo no conoció personalmente a Martín Lutero, ni se adhirió a la Reforma protestante; sin embargo, Lutero dijo en muchas ocasiones que una de sus fuentes de inspiración era la traducción que Erasmo había hecho del Nuevo Testamento; esa traducción había llamado de inmediato la atención del gran reformador y la analizó detalladamente hasta el final de su vida. El amor de Lutero por esta versión desató una catarata de traducciones, que por primera vez puso al Nuevo Testamento al alcance de la gente que no sabía leer el latín. En 1522, seis años después de la publicación de Erasmo, Lutero tradujo la Biblia por primera vez al alemán. A su vez, la versión alemana de Lutero fue la base de la primera traducción de William Tyndale al inglés en 1526.
Los seguidores de Martín Lutero se propagaron por toda Europa un año después de la publicación del Nuevo Testamento en griego de Erasmo de Róterdam, lo que puso al traductor en una difícil situación de exposición pública. Lutero clamó a los cuatro vientos que el trabajo de Erasmo le había ayudado a ver la verdad, por lo que la mirada de la Iglesia comenzó a caer sobre Erasmo, que supuestamente había dado el paso inicial de la Reforma que terminaría por dividir al cristianismo. Esta situación no fue fácil para Erasmo, siendo como era su carácter y la poca simpatía que sentía por la Iglesia y por el Papa. El conflicto entre la Iglesia y los luteranos se hizo evidente para todo el mundo, y ambos bandos exigieron de inmediato, a quienes no habían tomado partido, que eligiesen un bando. Lo que ni Lutero ni el Papa comprendían era que, en la mentalidad individualista del sabio, ponerse del lado de católicos o de protestantes le resultaba igualmente repugnante. No estaba dispuesto a colaborar con ninguno de los dos bandos, porque le importaba más su libertad de pensamiento y su independencia individual e intelectual, creía que esa libertad se perdería si se unía a cualquiera de los bandos, por eso se negó a tomar partido.

### El conflicto religioso

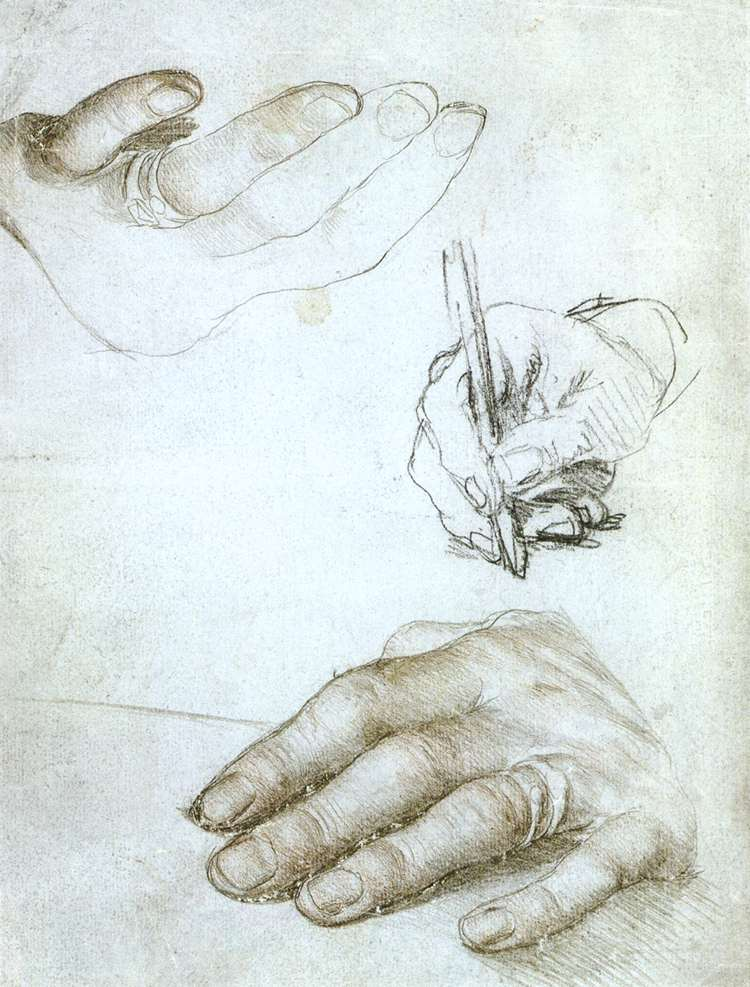
Bocetos en tiza de las manos de Erasmo, por Holbein el Joven. Obsérvese la artritis en las articulaciones.

A través de toda su vida, Erasmo había sido consecuente en sus críticas a los poderes establecidos y a los abusos que los malos religiosos hacían de ellos. Al verse involucrado en la trampa de tomar partido, tuvo que dar explicaciones y decir públicamente que sus ataques jamás se habían dirigido contra la Iglesia como institución ni menos contra Dios como fuente de inteligencia y justicia, sino sólo a los malos obispos y frailes que ganaban dinero vendiendo el paraíso y cometían otros delitos religiosos como la simonía.
Erasmo pudo salirse con la suya y le creyeron, principalmente porque su trabajo con la Biblia confirmaba su fe y su enorme difusión pública lo había convertido en un personaje querido y admirado por católicos y protestantes por igual. Sin embargo, Erasmo estaba de acuerdo con algunas ideas de Lutero, especialmente en las críticas sobre el modo de administrar la Iglesia. El reformador alemán, por su parte, siempre defendió las ideas de Erasmo argumentando que eran el resultado de un trabajo limpio y de una mente superior.
Martín Lutero empezó pronto a presionar a Erasmo para que se presentara como la cara visible de los reformistas, a lo que el neerlandés se negó completamente. Por su parte, el papado también presionaba a Erasmo para que escribiera contra los protestantes. La negativa de trabajar para uno u otro bando fue interpretada por ambos como cobardía y deslealtad. La Iglesia lo acusó con una frase célebre: "Usted puso el huevo y Lutero lo empolló", a lo que el teólogo respondió con la no menos conocida ironía: "Sí, pero yo esperaba un pollo de otra clase".

### La discusión doctrinal

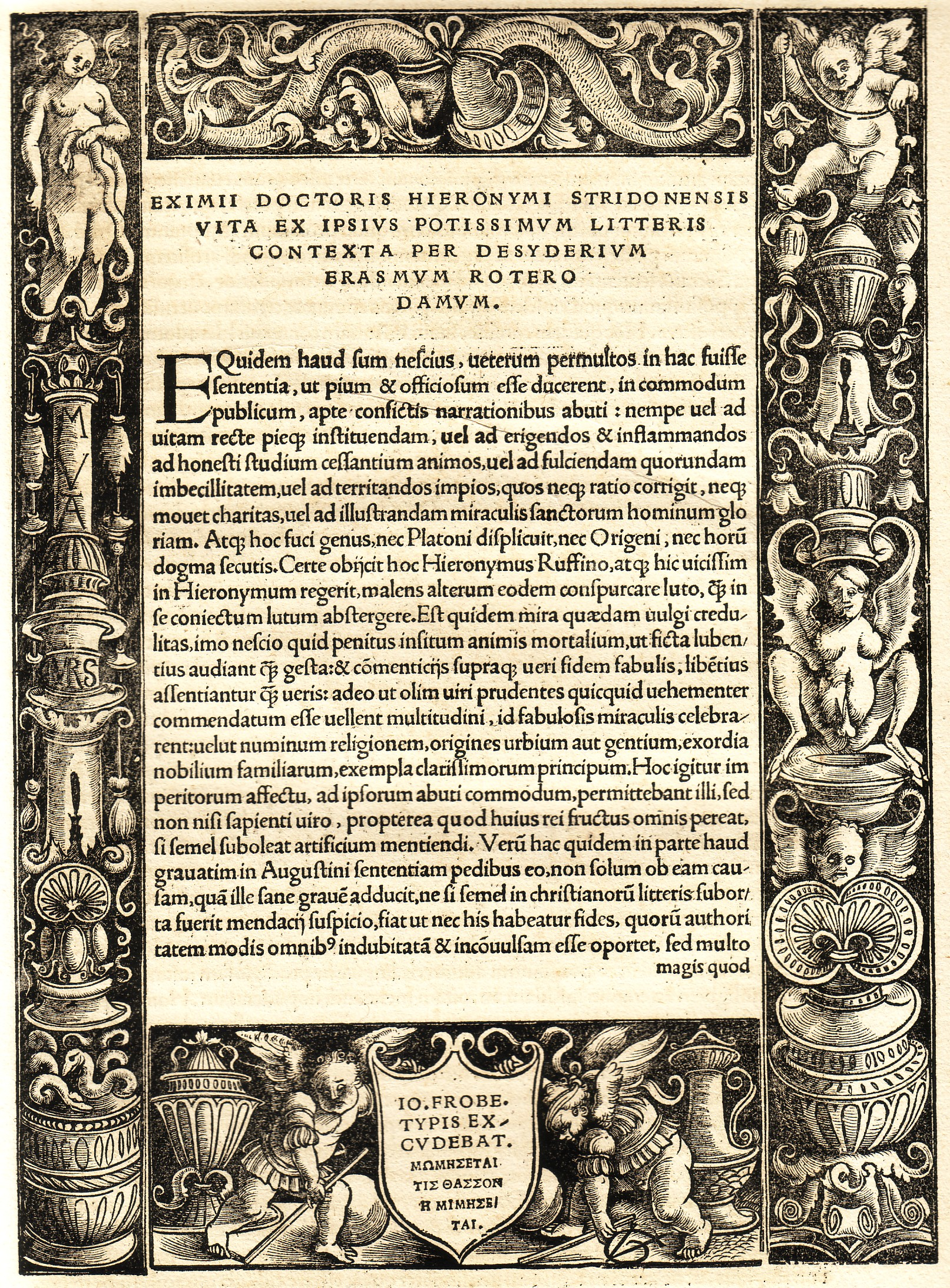
Portada de los "Escritos" de San Jerónimo, edición preparada por Erasmo en 1516.

Sin que lo quisiera, el apoyo de Erasmo al desarrollo del Luteranismo tuvo en la religión un efecto contrario al que él deseaba. Al revivir los ideales del santo fundador de la orden de los agustinos, el protestantismo daba un gran impulso al interés y compromiso personal de los fieles en la religión.
Pero Erasmo siempre había luchado por cambiar los abusos que los monjes, eclesiásticos y príncipes hacían de las ideas cristianas, pero no las ideas mismas. Él afirmaba que la reforma podía hacerse perfectamente sin recurrir a cambios doctrinales. Sólo dos veces en su vida permitió que se lo involucrara en polémicas sobre asuntos de doctrina, ya que las consideraba ajenas a la verdadera tarea de su vida. Uno de los temas que trató con gran profundidad fue el de la libertad, el cual era más próximo a las ideas de la reforma de Lutero que al rigorismo característico de la espiritualidad católica del tiempo. En 1524, Erasmo reconoce y ataca las exageraciones de Lutero acerca de la libertad humana en el texto De libero arbitrio diatribe [Discusión sobre el libre albedrío].
Con el ansia de verdad científica que guiaba su obra y el deseo de pacificar los bandos, Erasmo analiza los argumentos contrarios de los católicos y termina concluyendo que ambas posturas contienen partes de verdad. Erasmo afirma que, en verdad, el hombre nace atado al pecado, pero que también dispone de las formas adecuadas para solicitar a Dios que le permita desatarse y depende del pecador saberlas aprovechar. A esta obra De libero arbitrio diatribe [Discusión sobre el libre albedrío] Martín Lutero respondió con otro libro titulado De servo arbitrio [De la libertad esclava]; y Erasmo a su vez respondió con su obra en dos volúmenes titulada Hyperaspistes.

### Los últimos años

Ilustración de la Biblia de Lutero, que incluye la traducción del Nuevo Testamento de Erasmo, donde se muestra el sistema ptolemaico.

Erasmo pasó los últimos años de su vida acosado por católicos y reformadores. Fueron tiempos amargos por las duras disputas con hombres a los que Erasmo había querido y respetado en el pasado, pero que no le perdonaron el hecho de que no hubiese querido tomar partido e intentaban desprestigiarlo en su ancianidad.
La disputa verbal más notable fue la que sostuvo con Ulrich von Hutten, un estudioso brillante pero de carácter inestable, que se había volcado al luteranismo con toda la fuerza de su corazón. Hutten dijo que "Erasmo, si le queda algo de decencia, tiene que hacer lo mismo". En su libro "Spongia adversus adspergines Hutteni" de 1523 acusa a Hutten de haberlo malinterpretado acerca de su apoyo a la Reforma y reafirma su férrea determinación de no tomar partido en la disputa, cualesquiera que fuesen los argumentos que las partes en pugna intentaran utilizar para convencerlo.
La ciudad suiza de Basilea, donde residía Erasmo desde 1521, se adhirió oficialmente en 1529 a la Reforma protestante, por lo que se alejó de allí y estableció su residencia en la ciudad católica austríaca de Friburgo de Brisgovia, donde continuó con su actividad literaria, llegando a concluir la obra más importante de este período: el Eclesiástico, paráfrasis del libro bíblico del mismo nombre, donde el autor afirma que la labor de predicar es el único oficio verdaderamente importante de la fe católica. En 1521 conoció a Johannes a Lasco, el futuro reformador de Frisia, que se convirtió en uno de sus alumnos preferidos. La última obra del pensador, titulada Preparación para la muerte, asegura que haber llevado una vida íntegra, proba y honesta es la única condición para alcanzar una "muerte feliz".
El papa Paulo III le concedió en 1534 una renta en el priorato de Deventer, por ello decidió regresar a su patria con la intención de pasar allí los últimos años de su vida. Sin embargo, por motivos laborales —Beatus Rhenanus seguía publicando sus obras— se desplazó una vez más a Basilea en 1535 poco después de la publicación del libro del Eclesiástico, pero por causa de un fuerte mal de gota, que no le permitió emprender el viaje, se vio obligado a quedarse en la ciudad.
Murió en Basilea en la noche del 11 al 12 de julio de 1536. Gozaba de bastante respeto entre las comunidades protestantes y por eso, pese a ser un sacerdote católico, fue enterrado en la catedral de Basilea. Parte de su legado se expone en el Museo de Historia de Basilea.
El lema de toda su vida fue[cita requerida]:

«Cuando tengo un poco de dinero, me compro libros. Si sobra algo, me compro ropa y comida.»

## Pensamiento

### Reforma de la vida cristiana
Erasmo quería utilizar su formación universitaria y su capacidad para transmitir ideas, para aclarar las doctrinas católicas y hacer que la Iglesia permitiera más libertad de pensamiento. Pero estos objetivos no eran compartidos por muchos obispos del siglo XVI. Es importante tener en cuenta que su "guerra" no era contra los dogmas de la Iglesia, sino contra la vida moral y las prácticas piadosas externas de las personas, muchas veces incoherentes, en especial de los eclesiásticos.
Desde su trabajo de académico versado tanto en la doctrina como en la vida monacal, Erasmo creyó que su obligación era liberar a la Iglesia de la parálisis a que la condenaban la rigidez del pensamiento y las instituciones de la Edad Media, ya que él creía que el Renacimiento era una manera de pensar fundamentalmente nueva. Buscaba purificar el cristianismo de lo accesorio y pegadizo que se la había ido adhiriendo a través del tiempo, por medio de una espiritualidad auténtica y no formalista, despojada de ritos agobiantes. En definitiva, para él, la práctica de la religión debe ser iluminada con las fuentes originales: la Palabra de Dios y los Padres de la Iglesia. Sobre esa base recondujo, al menos teóricamente, la vida espiritual del cristiano al bautismo, «que introduce al hombre en un horizonte de libertad y de amor».
Para Erasmo la vida consagrada no añade nada al cristiano, no representa un grado de vida superior, porque no es el lugar (monasterio o convento) el que cambia la condición del hombre, sino la condición de bautizados.

### Reforma de la teología
Para el humanista de Róterdam, la finalidad de la teología es descubrir a Cristo, de ahí su lucha contra la escolástica basada, según él, en «discusiones vacías que no contribuyen en nada a la conversión del hombre». Por eso el evangelio debe ser accesible a todas las personas y en todas las lenguas, con la razón de ayudar a los cristianos a volver a una religión interior, centrada en la imitación de Cristo.

## Legado
Erasmo no es generalmente considerado polímata, puesto que rechazaba el estudio de disciplinas externas al estudio del Hombre, como la geometría, etc.  Se ha dicho que, a lo sumo, aspiraba a "un cierto tipo de polimatía."

### Obras
En 1503 publicó el primero de sus libros más importantes: el Enchiridion militiis christiani (Manual del caballero cristiano, llamado a veces La daga de Cristo). En este pequeño volumen Erasmo explica los principales aspectos de la vida cristiana, que luego pasaría el resto de su vida desarrollando y profundizando.
La clave de todo, dice en el libro, es la sinceridad. El Mal se oculta dentro del formalismo, dentro del respeto ciego por la tradición, dentro del consumo innecesario, dentro de las organizaciones que se niegan a cambiar, pero nunca en la enseñanza de Cristo.
Durante su estancia en Inglaterra comienza un estudio profundo de los libros del Nuevo Testamento, para preparar una nueva edición en traducción latina y su Nuevo Testamento en griego. Publicada por Johann Froben en Basilea en 1516, la versión erasmiana de esos libros hizo que se profundizaran los estudios bíblicos durante el proceso de la reforma protestante. De hecho, en esta nueva traducción se basó Martín Lutero para llevar a cabo su trascendental estudio científico de la Biblia, del cual sacaría el fundamento para sus ideas posteriores. Por eso el trabajo de Erasmo tuvo consecuencias históricas que continúan hasta el día de hoy y se le encuentra en la misma génesis del protestantismo y de las nuevas iglesias cristianas.
La versión griega que Erasmo hizo del Nuevo Testamento es la base de la versión inglesa, conocida como King James Bible (lit. "del rey Jacobo", por Jacobo I de Inglaterra, a veces llamada del rey Jaime). Tiene la virtud de representar la primera aproximación desde tiempos de la versión de la Vulgata de un académico para traducir con certeza el contenido de la Biblia. En un gesto que suele interpretarse como de profunda ironía, Erasmo dedicó su versión de la Biblia al papa León X, que representaba todo lo que el escritor odiaba en la Iglesia y el Estado.
Apenas publicado el texto, Erasmo acometió de inmediato la escritura de su sorprendente "Paráfrasis del Nuevo Testamento", la que en varios tomos y en un lenguaje sencillo y popular pone al alcance de cualquiera que sepa leer los contenidos completos de los Evangelios, profundizando con precisión incluso en sus ideas más complejas. El impacto de la obra de Erasmo, a pesar de estar escrita en latín, fue enorme en la sociedad renacentista y, por ello, de inmediato se tradujo a todas las lenguas vulgares de los países europeos. A Erasmo le gustaron y agradeció estas traducciones, porque comprendía que pondrían su obra al alcance de muchísima gente, algo que nunca podría lograr el original en lengua latina.

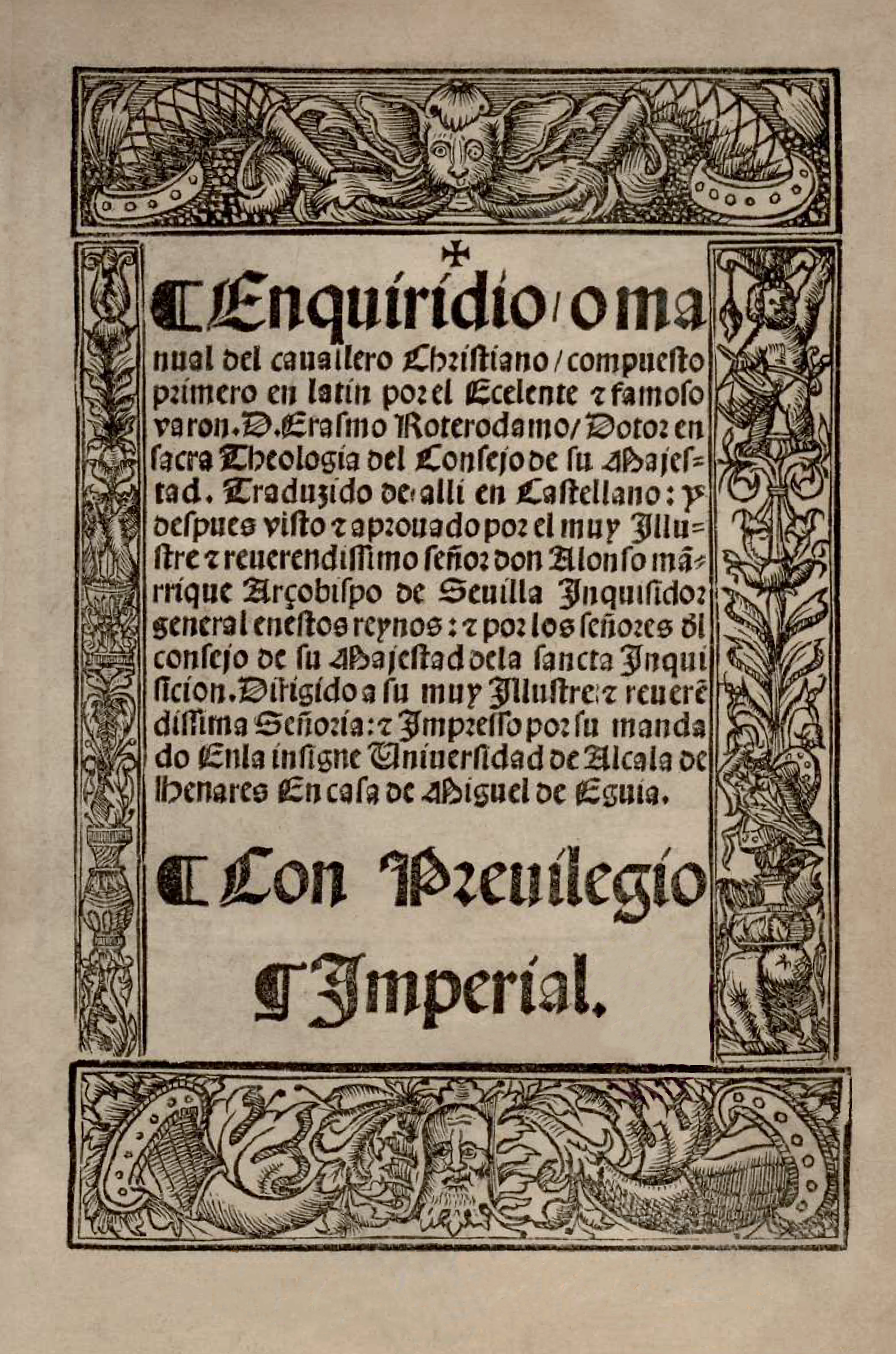
"Manual del caballero cristiano" (traducción al español por Alonso Fernández de Madrid, 1528).

Entre las principales obras de Erasmo de Róterdam, sin ser una lista exhaustiva, se encuentran las siguientes:
- Adagios (primera edición en 1500; edición corregida y aumentada por el autor en 1508, 1518, 1520, 1523, 1526, 1528, 1533 y 1536)
- Enchiridion militis Christiani (Manual del caballero cristiano) (1503)
- De ratione studii (Sobre el método de estudio) (1511)
- Enchomion moriae seu laus stultitiae (Elogio de la locura) (1511)
- Institutio principis christiani (Educación del príncipe cristiano) (1516) dedicada a Carlos V
- Novum Instrumentum (Nuevo Testamento en griego —llamado Textus Receptus— y su traducción al latín) (1516)
- Paráfrasis del Nuevo Testamento (1516)
- Colloquia (1517), edición no autorizada. Sucesivas ediciones corregidas y aumentadas por el autor en 1519, 1522, 1526, 1530
- Spongia adversus aspergines Hutteni (1523)
- De libero arbitrio diatribe ("Discusión acerca del libre albedrío") (1524) que desencadenó la contestación de Lutero con su "De servo arbitrio"
- Primer tomo de Hyperaspistes (Superescudo) (1526), réplica al De servo arbitrio de Lutero
- Segundo tomo de Hyperaspistes (1527)
- De pueris statim ac liberaliter instituendis (Sobre la enseñanza firme pero amable de los niños) (1528)
- Ciceronianus, sive de optimo dicendi genere (El Ciceroniano) (1528)
- Utilissima consultatio de bello turcis inferendo (Utilísima consulta sobre si se ha de hacer la guerra a los turcos) (1530)
- Ecclesiastes (tratado de predicación) y Preparatio ad mortem (Preparación para la muerte) (1534)

### Cartas
Las cartas de Erasmo son interesantes: hay en ellas 500 hombres de los más destacados del mundo de la política y el pensamiento que le escribían para pedir su ayuda, su apoyo o su consejo. Muchos de ellos respetaron la palabra de Erasmo, pero no todos.
A pesar de su magnífica variedad, cantidad y calidad, lo más interesante de la correspondencia de Erasmo es su interminable intercambio con el líder protestante Martín Lutero.
Desde el mismo inicio de su relación, Erasmo y Lutero intercambiaron multitud de cartas, que se conservan y arrojan una importante luz sobre sus caracteres y el tipo de relación que los unió.
En los primeros mensajes, el reformador no se cansa de alabar exageradamente el trabajo realizado por Erasmo a favor de una mayor y mejor Cristiandad, pero sin hacer mención a la Reforma que él mismo pensaba emprender. Más adelante, comienza a rogar y luego a exigir a Erasmo que abandone el catolicismo y que se una al recién formado bando protestante.
Erasmo responde con palabras de comprensión, respeto y simpatía hacia la causa reformista, pero —como era habitual en él— se negaba amablemente a comprometerse con ningún tipo de actitud partidista. Explica a Lutero que el hecho de convertirse en un líder religioso a su lado, destruiría su reputación como estudioso y pondría en peligro sus obras de pensamiento puro, un trabajo que le había llevado décadas y que era su único interés y el objetivo de su existencia.
Lutero le responde que, al revés de lo que opina Erasmo, la única manera de poder efectuar una reforma real y completa de la Iglesia es abandonando los libros y convirtiéndose de hecho en un líder espiritual del pueblo.
Erasmo reconoce que el gran aporte de Lutero ha sido reunir y organizar los hasta entonces desparramados intentos de reforma, le agradece sus desvelos y su valentía pero se niega definitivamente a unirse a él en su tarea.

### Censura

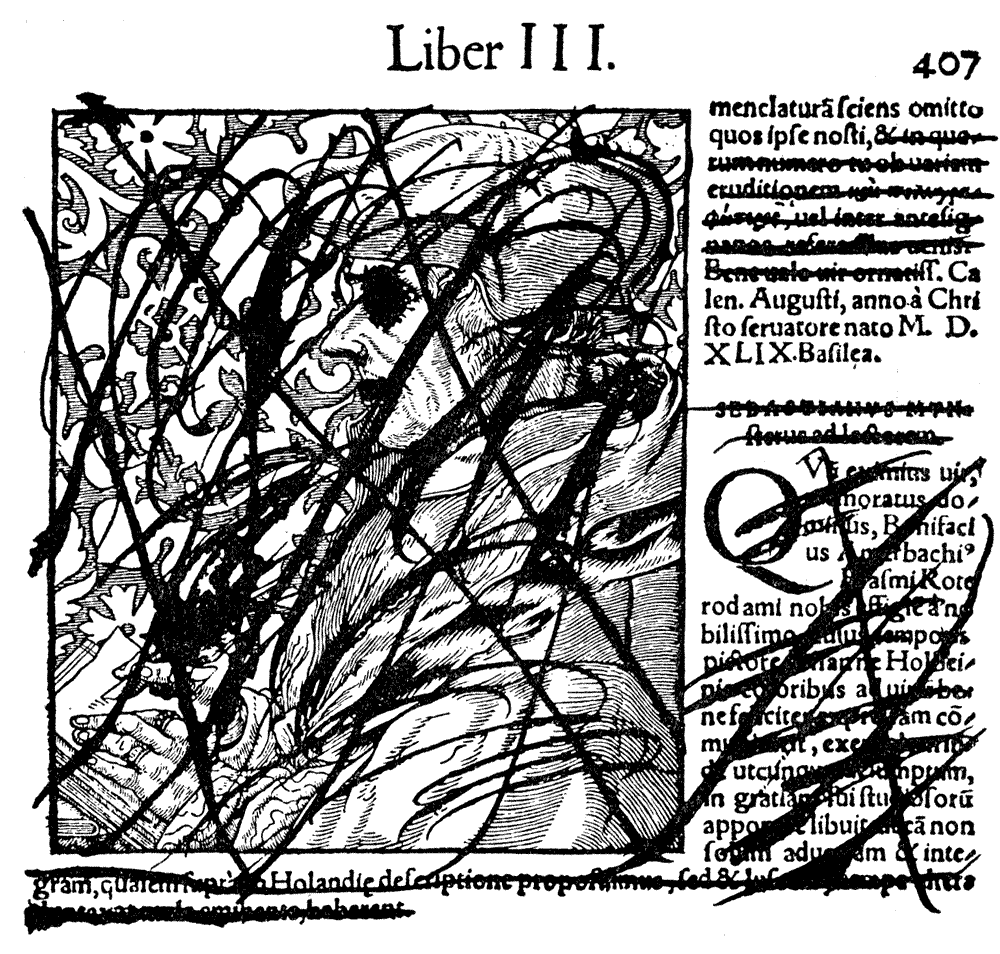
Erasmo censurado por la Congregación del Índice.

Todas las obras de Erasmo fueron censuradas e incluidas en el "Índice de Obras Prohibidas" por el Concilio de Trento. De manera similar fueron denunciadas por la mayoría de los pensadores protestantes.[cita requerida]

### Influjo en España
Erasmo fue, en un tiempo, más influyente en España que en cualquier otro país. La influencia de Erasmo en España fue estudiada por Marcel Bataillon en Érasme et l'Espagne (1937), traducido al español por Antonio Alatorre y publicado en México en 1950. El libro tuvo mucha influencia entre hispanistas, como Albert Sicroff; pero durante el franquismo, como tantos otros libros, no pudo editarse ni venderse en España.

### Homenajes póstumos
Erasmo ha sido homenajeado innumerables veces. Existen multitud de escuelas, colegios y universidades que llevan su nombre, comenzando por la Universidad de Róterdam.
La Red de la Comunidad Europea para Intercambios Académicos lleva asimismo el nombre de Programa Erasmus en homenaje al carácter multinacional y europeísta del filósofo humanista.

### Erasmo en el arte

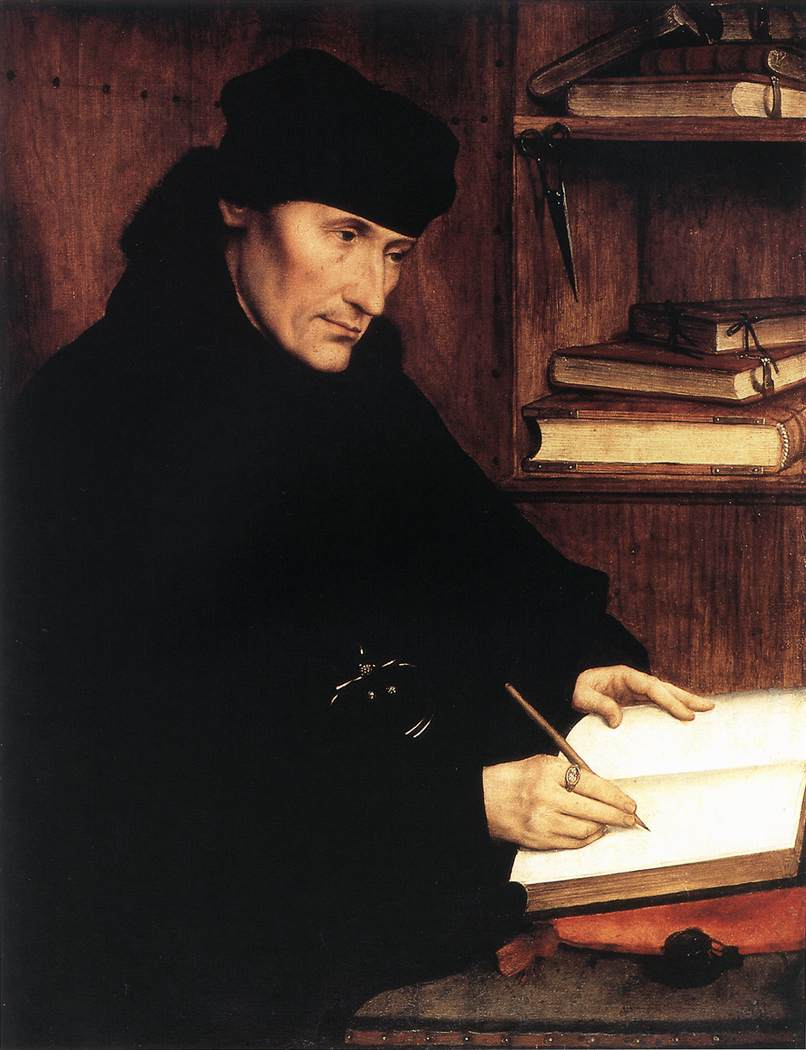
Erasmo, en un retrato de Quentin Metsys (Palacio Barberini, Roma).

Erasmo fue representado en retratos por diversos pintores; algunos llegaron a conocerlo pero otros tuvieron que recurrir a imágenes ajenas. Entre sus primeros retratistas se cuenta Quentin Metsys; una efigie pintada por él fue tomada como modelo por Durero para un retrato grabado de Erasmo, nada fiel a sus rasgos según él mismo juzgó.
Hans Holbein el Joven fue el principal retratista de Erasmo; pintó diversas versiones de su efigie y a cambio Erasmo le dio cartas de recomendación para que obtuviese un buen empleo en Londres. Hacia 1630, Anton van Dyck se basó en uno de estos retratos, de 1530, para un grabado destinado a su serie Iconografía. Si bien no completó el grabado por deficiencias técnicas, la plancha llegó a imprimirse en varias ediciones que son ahora muy cotizadas. Otro grabado fue realizado en fechas próximas por Lucas Vorsterman I.

### De Erasmo
- Del desprecio del mundo. Presentación de José Luis Trullo. Traducción, introducción y notas de Miguel Ángel Granada. Sevilla: Cypress/Thémata Editorial, 2020. ISBN 978-84-120677-8-1
- Del desprecio del mundo. Presentación de José Luis Trullo. Traducción, introducción y notas de Miguel Ángel Granada. Sevilla: Cypress/Thémata Editorial, 2020. ISBN 978-84-120677-8-1
- Discusión sobre el libre albedrío: Respuesta a Martín Lutero. (Edición bilingüe). Prólogo, traducción y notas de Ezequiel Rivas. Buenos Aires: El cuenco de plata, 2012. ISBN 978-987-1772-38-4.
- Erasmo de Rotterdam (2011).  Jordi Bayod y Joaquim Parellada, ed. Del desprecio del mundo; Enquiridion; Elogio de la locura; De cómo los niños precozmente y desde su mismo nacimiento deben ser iniciados en la virtud y en las buenas letras de manera liberal; Lamentación de la paz; Coloquios; De la urbanidad en las maneras de los niños; Preparación y aparejo para bien morir. Biblioteca de Grandes Pensadores. Madrid: Editorial Gredos. ISBN 9788424921262.
- El ciceroniano, Akal, 2009. ISBN 978-84-460-2461-3
- Adagios del poder y de la guerra y teoría del adagio, edición (revisada y aumentada), introducción y traducción de Ramón Puig de la Bellacasa, colaboración de Alexandre Vanautgaerden y asesoramiento de Charles Fantazzi, Alianza Editorial, 2008, ISBN 978-84-206-6255-8
- Coloquios familiares, Anthropos, 2005. ISBN 978-84-7658-730-0, edición de Alonso Ruiz Virués (siglo XVI)
- Elogio de la locura o Encomio de la estulticia, Espasa-Calpe, 2005. ISBN 978-84-239-7444-3
- Educación del príncipe cristiano, Tecnos, 2003. ISBN 978-84-309-2875-0
- Coloquios, Espasa-Calpe, 2001. ISBN 978-84-239-1702-0
- Adagios del poder y de la guerra y teoría del adagio, edición, introducción y traducción de Ramón Puig de la Bellacasa, colaboración de Alexandre Vanautgaerden y asesoramiento de Charles Fantazzi, Pre-Textos, 2000. ISBN 978-84-8191-308-8
- Apotegmas de sabiduría antigua, Edhasa, 1998. ISBN 978-84-350-9139-8

### Sobre Erasmo
- Tello, Joan (2023). "Catalogue of the Works of Erasmus of Rotterdam". En Eric MacPhail (ed), A Companion to Erasmus. Leiden: Brill, 225-344. ISBN 978-90-04-53968-6.
- Cortesi, Lorenzo (2012) "Esortazione alla filosofia. La Paraclesis di Erasmo da Rotterdam", SBC Edizioni, Ravenna, ISBN 978-88-6347-271-4.
- Zweig, Stefan (2005). Erasmo de Róterdam: Triunfo y Tragedia de un Humanista. Ediciones Paidós Ibérica, Barcelona. ISBN 84-493-1719-3.
- Bejczy, Istvan Pieter (2001). Erasmus and the Middle Ages: The Historical Consciousness of a Christian Humanist. Brill Academic Publishers, Collection Brill's Studies in Intellectual History, Londres. ISBN 90-04-12218-4.
- Rico, Francisco (1994). El Sueño del Humanismo: de Petrarca A Erasmo. Alianza Editorial, Col. Alianza Universidad, Madrid. ISBN 84-206-2754-2.
- Delumeau, Jean (1977). La Civilización del Renacimiento. Editorial Juventud, Barcelona. ISBN 84-261-0906-3.
- Dunan, Marcel; Mosca, Roberto; et. al (dir) (1974). Historia Universal, Tº II, Noguer, Rizzolli. Larousse. Ed. Cast.: ANESA, Barcelona. ISBN 84-279-6646-6.